# Puma ze Sierry
Puma ze Sierry (1967) je dobrodružný historický román pro mládež o životě hrdiny mexického lidu Pancho Villy od českého spisovatele Miloše Šváchy.

## Obsah románu
Hlavní postavou románu je mexický revolucionář Pancho Villa (1878–1923), nazývaný puma ze Sierry. Spisovatel líčí jeho osudy od mládí, kdy prchne z haciendy, na které musel dřít na bohatého majitele, do kopců Sierry Madre, kde se stane členem a později vůdcem skupiny banditů. Po vypuknutí mexické revoluce se Pancho se svým oddílem postaví na stranu utlačovaných jihoamerických venkovských proletářů – peónů. Postupně se stane jedním z nejvýznamnějších revolučních generálů a jako velitel severní divize je skutečným caudillem (vůdcem) severomexického státu Chihuahua. Puma ze Sierry ho začnou nazývat ti, kdo s ním přijdou do přímého styku, přátelé i nepřátelé, jedni s obdivným uznáním, druzí s hrůzou.
Spisovatel popisuje Pancho Villu jako člověka tvrdého a statečného, obětujícího celý svůj život boji s bohatými majiteli haciend, s proradnými generály i s negramotností a zaostalostí svých vlastních spolubojovníků. Jeho zápas o půdu a o navrácení lidských práv vesnické chudině se zaslouží o radikálním změnu v zemědělské držbě půdy v Mexiku. 
Po zavraždění Emiliana Zapaty roku 1919 Pancho Villa lituje, že nevyslyšel jeho nabídku na spojenectví a odejde na odpočinek. Když se roku 1923 rozhodne vstoupit zpět do politiky, je zrádně a ze zálohy zavražděn, pravděpodobně na příkaz tehdejšího mexického prezidenta Álvara Obregóna.